# 馬世榮
馬世榮（？—1597年1月15日），和名名護親方良員，琉球國三司官。
童名思二良，號梅船，是馬氏小祿殿內的第二代當主。他是三司官馬良詮的長子，母不詳。他於父親致仕之後繼任三司官之職，任名護間切總地頭職。後賜赤地浮織冠。
萬曆二十年（1592）致仕，由其次子馬良弼繼任三司官職務。萬曆二十四年十一月二十八日卒，馬良弼繼任為第三代當主。

## 家族
- 父：馬良詮（浦添親方良憲）
- 母不詳

- 正室：名護大按司志良禮（童名眞鍋樽，號景雲。毛氏大里親方盛實長女）
- 長子：馬良輔（伊計親方良眞）
- 次子：馬良弼（名護親方良豐）
- 長女：眞鍋樽金（嫁尚氏北溪王子朝里）
- 次女：眞加戸樽（稱阿眞首武志良禮，嫁向氏中城親方朝芳）
- 三子：馬成龍（北溪親方良辰）